# Matanza de los valdenses de Calabria

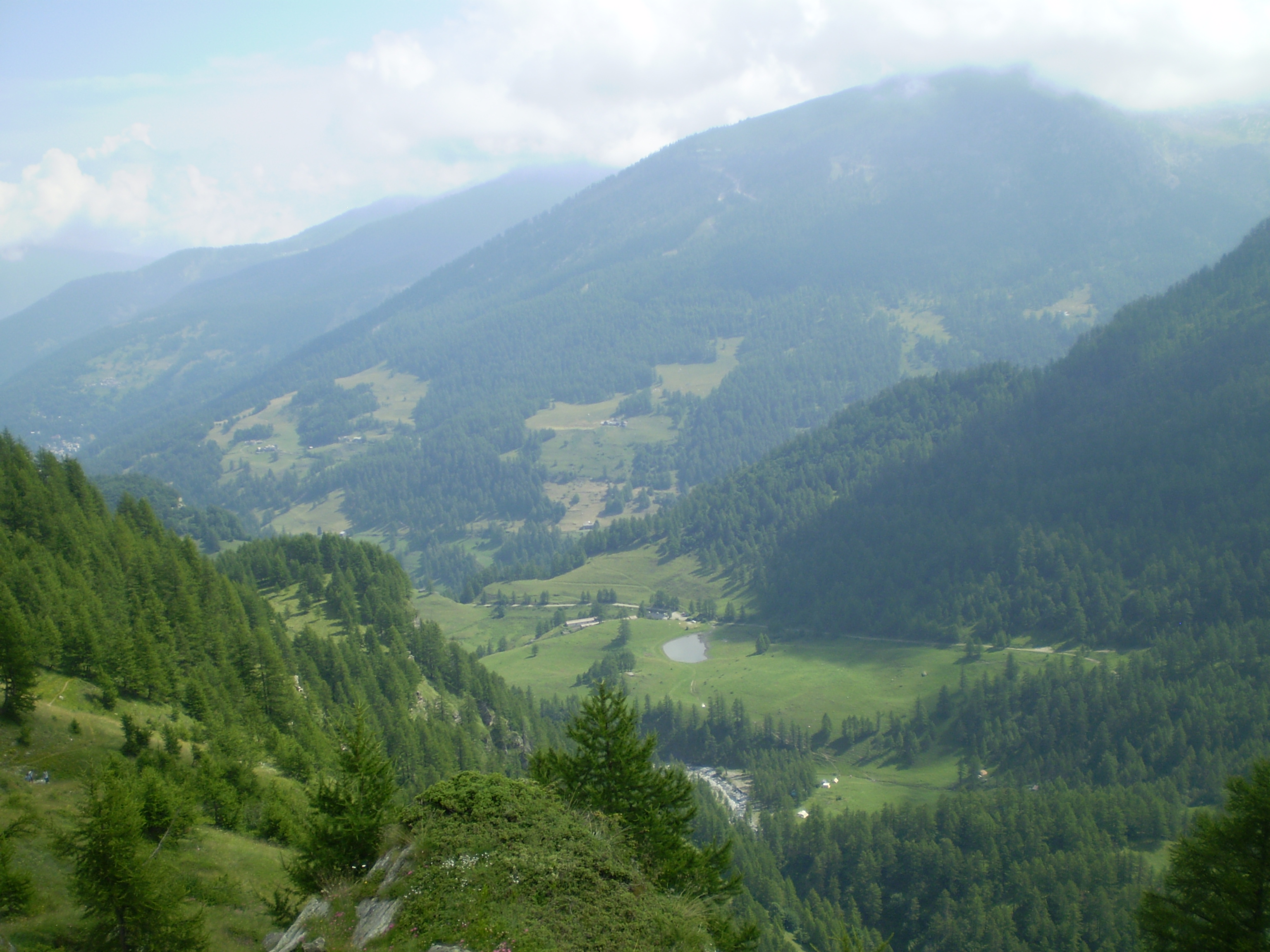
El valle de Germanasca.

La matanza de los valdenses de Calabria fue perpetrada desde fines de mayo a junio del 1561. Las poblaciones de confesión Valdense, proveniente de los valles valdenses del Piamonte que se habían establecido en Calabria desde el siglo XIII, vivieron con tranquilidad hasta el siglo XVI, cuando comenzaron a profesar abiertamente su fe reformada. Sometidos por la Inquisición a persecuciones y a un régimen de control represivo, se rebelaron provocando la intervención de las tropas españolas de Virreinato de Nápoles, que causó miles de víctimas.

## La emigración valdense a Calabria
El asentamiento en Calabria de poblaciones de confesión valdense, proveniente de los valles de los Alpes occidentales - principalmente de los valles Germanasca, Chisone y Pellice
- tal vez ya ocurrió en el período de Suabia, en el siglo XIII,
y se propagó sobre todo en la primera mitad del siglo XIV.
El historiador Pierre Gilles, autor de una historia de las iglesias reformadas publicada en 1644, cuenta cómo en 1315 algunos propietarios de Calabria ofrecieron tierras a los valdenses para cultivarlas a cambio de una cuota anual, con el fin de crear algunas comunidades libres de las obligaciones feudales.
Estas colonias valdenses se asentaron en la zona de Montalto y formaron un barrio llamado de los “Ultramontanos”, "debido a los montes Apeninos que se encuentran entre los valles de donde provenían y esos lugares."
 Agricultores, ganaderos, criadores de animales pequeños y tejedores conservaron su fe religiosa mediante la lectura de la Biblia y la predicación en occitano en sus hogares. Su arduo trabajo y sencillez de costumbres, la 
tenacidad con que mantienen sus puntos de vista religiosos, o incluso un verdadero disimulo por haber evitado cualquier proselitismo, el idioma incomprensible y la diseminación de los habitantes de estas regiones montañosas favoreció su coexistencia pacífica y logró evitar la sospecha y las quejas del clero católico local.
Los valdenses pudieron expandirse, por lo tanto, a San Sisto,
Vaccarizzo,
San Vincenzo, Castagna,
La Guardia, esta última construida por ellos mismos, aglutinándose probablemente a núcleos de correligionarios establecidos allí bajo los suabos.
Mantuvieron relaciones con la gente de los valles del Piamonte gracias a los predicadores itinerantes - los llamados "barbas"

- que, presentándose externamente como comerciantes, vendedores ambulantes o artesanos, los visitaban con regularidad para mantener viva su fe e informarles acerca de los parientes lejanos. Sin embargo, estos valdenses estaban obligados a asistir a las iglesias católicas en ocasiones particulares, como un nacimiento, una boda o un funeral. Se adaptaron bien a "oír misa y sus hijos fueron bautizados por sacerdotes católicos", manifestando, por lo menos exteriormente, deferencia hacia el culto romano.
Al final del siglo XV hubo una nueva inmigración de valdenses desde el Piamonte, inducida por la persecución de Felipe II de Saboya e Inocencio VIII, quien la ordenó en 1487 mediante la bula Id nostri cordis vota, siendo dirigidos a Calabria, Puglia y Molise.
En esta circunstancia, el rey aragonés Fernando II revivió en 1497 los acuerdos valdenses ya celebrados bajo el reino de Anjou, y ni siquiera la introducción de la Inquisición española en el Reino de Nápoles los afectó: ésta se orientaba más bien contra los judíos, a los que en 1509 les ordenó "llevar la marca de tela roja en el pecho para que puedan ser reconocidos como judíos y así considerados y reputados" .

## La Reforma protestante y la Inquisición

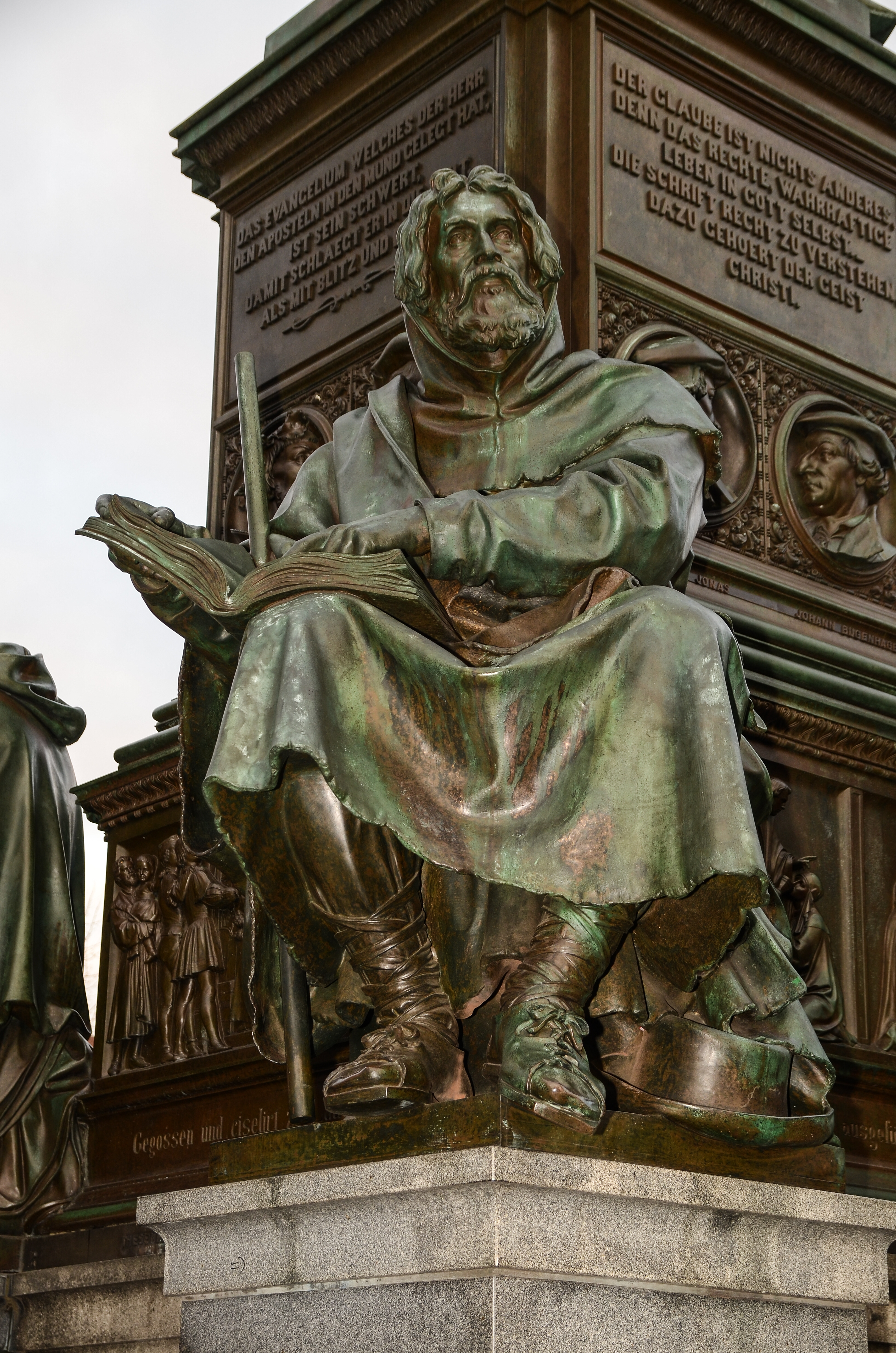
Estatua de Pedro Valdo en el monumento a Lutero en Worms, Alemania.

En 1517 la publicación de las  Tesis sobre el valor de la indulgencias  de Lutero y la excomunión por el papa León X en 1520 dieron comienzo a la Reforma protestante, que se extendió rápidamente a gran parte de Alemania y Suiza. En 1530 los barbas Giorgio Morel y Pietro Masson, en nombre de los valdenses del Piamonte, Calabria y Puglia, se pusieron en contacto en Estrasburgo con los reformadores de Suiza y Alemania, y el 12 de septiembre de 1532 en Chanforan, en Angrogna, un sínodo general de los valdenses de Francia e Italia decidió adherirse a la Reforma, aceptando el principio de  la justificación por la sola fe . En consecuencia, los valdenses del Piamonte profesaron abiertamente su fe, erigiendo incluso algunas iglesias para celebrar el culto, mientras que en Calabria éstos se mantuvieron durante varios años tranquilos y ocultos.
Mientras fracasaban las tentativas de acuerdos entre católicos y protestantes, y estos últimos se consolidaban, si bien divididos entre ellos por algunas cuestiones doctrinales, la Iglesia católica reaccionó: en julio del 1542 el papa Pablo III instituyó a la Congregación para la Doctrina de la Fe con el fin de luchar mejor contra los "herejes" coordinando desde Roma las actividades de las inquisiciones episcopales existentes, y en 1545 el Consejo convocado en Trento condenaba, desde la primera sesión, las doctrinas protestantes y lanzó su propia reforma interna.
Por decreto de 20 de mayo de 1553 el Santo Oficio había dado a los vicario de la archidiócesis de Nápoles el encargo de "ir a investigar en secreto contra los herejes y sospechosos de herejía "del Reino de Nápoles". El comisario de la Inquisición, el dominico Giulio Pavesi, reportaba a Roma a otro dominico, el cardenal Michele Ghislieri, a partir de 1566 nombrado papa con el nombre de Pío V, hacía uso de la estructura tradicional de Inquisición medieval, dirigida por los dominicos, y al mismo tiempo seguían en vigor las prerrogativas de la Inquisición de los obispos.
El 2 de febrero de 1554, el Santo Oficio emitió un decreto que ordenaba proceder contra los seguidores de Pedro Valdo.
Al final de ese año, el mínimo fraile Giovanni de Calabria Alitto de Fiumefreddo, procesado por herejía, confesó la existencia de valdenses en las zonas de Montalto, Guardia y San Sisto. Los inquisidores no conectaban la antigua herejía valdense con la "plaga luterana", y tomaron medidas en esas zonas para desarrollar una corta campaña basada en sermones antiheréticos, multas y amonestaciones.
Los valdenses de Calabria se enteraron de lo que había ocurrido en el Piamonte y se preguntaron si era apropiado practicar públicamente su culto. Gille de Gilles, "uno de los últimos barbas", es decir, un predicador valdense no reformado, vino de Piamonte en 1556 para rogarles que esperaran prudentemente. Con el fin de no propagar el pánico entre la población en general, solo a unos pocos de ellos les informó del peligro inminente de una gran persecución y les instó a "poner secretamente sus asuntos en orden, y a retirarse a lugares más seguros [...] transmitiéndose con confianza estos consejos de boca en boca ".
La gran mayoría rechazó la propuesta del barba Gilles. Los sucesos de la comunidad valdense en Piamonte animaron a los valdenses de Calabria a introducir una estructura similar a la que se habían dado sus hermanos del norte, con iglesias y pastores residentes permanentemente en el territorio. En 1558 estaban en Calabria los pastores Stefano Negrin, originario de Bobbio Pellice, y Giacomo Bonelli, de Dronero. Con este último, al final del año partieron hacia Ginebra, donde se había formado una iglesia evangélica italiana, los calabreses valdenses Marco Uscegli de La Guardia y Marco Franco de San Sisto.

## La misión de Juan Luis Pascale
La solicitud de nuevos y bien preparados pastores para la comunidad de Calabria fue recibida por Calvino en persona, y en marzo de 1559 partió Juan Luis Pascale de Cuneo a Calabria en compañía de Filippo Ursello y Francesco Tripodi, dos catequistas valdenses de Calabria formados en la escuela de Ginebra, así como de Marco Uscegli y Giacomo Bonelli. Este último se separó del grupo en Campania y marchó a Puglia, donde también había comunidades valdenses. Posteriormente Bonelli se dirigió a Sicilia, siendo detenido y quemado en la hoguera en Messina o Palermo el 16 de febrero de 1560.
Pascale y sus compañeros no sabían que Giovanni da Fiumefreddo, después de haberse retractado de sus "errores", se había convertido en proveedor de vino del Inquisidor principal Michele Ghislieri y también en su confidente. El 23 de diciembre de 1558 le había informado desde Cosenza que en esa diócesis, sobre todo en La Guardia, Montalto y San Sisto, los "ultramontanos" habían crecido mucho en número y que ninguno o poquísimos no estaban infectados de "luteranismo" y habían llegado al extremo de haber enviado a Ginebra una solicitud para que les mandasen un maestro para que les lea públicamente herejías y "luteranismos".
El 5 de enero de 1559 fue promulgada por el papa Pablo IV, a petición del inquisidor español Fernando de Valdés, la Bula pontificia según la cual los confesores estaban obligados a negar la absolución a los penitentes que admitieran la lectura o posesión de libros prohibidos, a menos que se autodenunciaran a la Inquisición. Bajo pena de excomunión, el mismo confesor también debía interrogar al penitente si sabía de otras personas que leen o estén en posesión de esos libros. A esto le siguieron, en febrero, la bula Cum ex apostolatus officio con la que se amenazaba, entre otras cosas, la confiscación de bienes de los nobles que favorecieran la herejía en sus tierras.
Pascale comenzó a predicar en San Sisto sin usar ninguna precaución, despertando el miedo y la hostilidad de una parte de los colonos valdenses, que vieron comprometida su vida tranquila. También en La Guardia, "por el temor que tenían los hombres de La Guardia de las persecuciones", hubo oposición a su predicación abierta, sobre todo por los colonos más ricos, quienes le rogaron que se fuera. Sin embargo, Pascale rehusó irse "por el bien de la gente pobre, que no tenían hambre, pero que morían de hambre del Evangelio." 
Con el apoyo de los "pobres", es decir, los artesanos y los campesinos pobres del lugar, se construyó luego en La Guardia un edificio utilizado para el culto valdense.  Aquí Pascale, con base en la Biblia y la "Institución de la Religión Cristiana", obra de Calvino, enseñaba que se era salvado por la gracia de Cristo, el único mediador entre Dios y los hombres, negando la autoridad del Papa, la doctrina de la transubstanciación, el sacramento de la confesión, el culto a los santos, el purgatorio, el ayuno, el celibato sacerdotal, y condenando la corrupción y la riqueza de la Iglesia católica.
El señor feudal de La Guardia, Salvatore Spinelli, presionado por las protestas católicas, los temores de los valdenses más ricos y por propio interés, intervino después de haberlos amenazado dos veces; el 2 de mayo de 1559 se detuvo a Pascale y Uscegli, y se les encerró en el castillo de Fuscaldo. Pascale habría tenido la oportunidad de fugarse, pero, como escribió, "el remordimiento de conciencia me retuvo por temor a que mi huida no diera razones para escándalizar a los fieles pobres". Antes de mediados de mayo Spinelli se fue a Nápoles para justificarse ante las autoridades del Reino. Hubiera preferido una solución más suave, pero cuando percibió la alarma entre el clero, para prevenir los cargos que se le harían decidió denunciar la herejía de sus súbditos, "proclamando que había que convertirlos o exterminarlos."

## La intervención de la Inquisición
Alertado por fray Giovanni da Fiumefreddo, la Inquisición ya se había puesto en marcha. Michele Ghislieri había investido al abad de San Sisto, Fray Bernardino d'Alimena, al obispo de Lesina y al vicario de Cosenza, Orazio Greco de los poderes inquisitoriales, dándoles instrucciones "para llevar a cabo un estudio preliminar de la comunidad valdense."  El 13 de mayo de 1559 fray Giovanni informó al cardinal Ghisleri de los resultados iniciales obtenidos por fray Bernardino: los Ultramontanos eran "herejes podridos", que durante el último jubileo de 1550 nunca habían asistido a la iglesia, que no ayunaban durante los días establecidos, sino que al contrario, comían carne, se confesaban sólo cuando eran forzados, "trabajaban los días de fiesta", nunca dedicaban misas por los muertos, excepto la que se dice el día que se entierra al fallecido, y ahora con gran dificultad fray Bernardino los obligó a asistir a misa y escuchar el sermón".
Fray Giovanni da Fiumefreddo también informó de la detención de Pascale, "condenado por hereje tal como aparece en el índice de los libros prohibidos", y "dos herejes descarados", Thomas y Michael Audino Alamanno. El Obispo Orazio Greco escribió al cardenal Ghisleri, el 28 de mayo, que iría a San Sisto y La Guardia con el dominicano Giovanni Battista de Angelis para procesar y hacer retractar a los herejes, dando el debido castigo a los obstinados. En respuesta, el cardenal Ghisleri le ordenó enviar a Nápoles "4 ó 6 de los principales" y otros 25 "de los cuales se puede dudar de fuga" para que fueran procesados, informando al nuncio de Nápoles y al comisionado de la Inquisición romana Giulio Pavesi, y trasmitir las actas de los procesos a los tribunales de Roma.
El inquisidor Giulio Pavesi se había declarado convencido de la necesidad de utilizar un rigor extremo hacia los ultramontanos "no va a ser suficiente remedio agarrar 10 o 20, sino que habrá que quemarlos a todos". Este rigor era compartido por el cardenal Ghisleri quien, después de haber tomado conocimiento de los argumentos de fra Bernardino de Alimena y del obispo Greco, en julio escribió con dureza a este último que "la herejía es una tal dolencia que no se pueda curar tan fácilmente o en un corto período de tiempo. Y los que quieran sanarla, deben encontrar bien la raíz", declarándose sorprendido de que "siendo doctor", Greco hubiese procedido "tan abruptamente'.
El nuevo virrey de Nápoles, don Per Afán de Ribera, que sucedió el 12 de junio al Duque de Alba, confió a Orazio Greco la investigación de Gian Luigi Pascale para aclarar también cualquier responsabilidad del señor feudal Spinelli en la propagación de la "herejía valdense".
La investigación, durante la cual Pascale, que ya están sujetos a los fierros, fue puesto a pan y agua una vez al día, tuvo una larga suspensión a causa, al parecer por la muerte de Pablo IV ocurrida en agosto y las turbulencias que siguieron en Roma con el asalto al Palacio de la Inquisición. QatarEn relación con la elección del nuevo papa Pío IV, a finales de diciembre se reanudaron los interrogatorios durante los cuales Pascale no implicó a 2 ningún habitante de la Guardia. Pascale, Uscegli, Ursello, Tripodi y un catequista llamado Luigi fueron transferidos en enero de 1560 a la prisión del arzobispado de Cosenza, donde abjuraron Felipe Ursello, Francesco Tripodi y Luigi.
El virrey Afán de Ribera era consciente del proceso de Cosenza, y el 9 de febrero de 1560 nombró a su propio magistrado, Bernardino Santacroce, para que acompañe las diligencias de Greco ordenándole "proceder con ellos con los términos de la justicia y de los sagrados cánones contra tales herejes."  1Informado de esta iniciativa y felicitándolo por su "cuidado y diligencia", Pío IV escribió el 23 de febrero al Virrey que ya había señalado al nuncio en Nápoles, Giulio Pavesi, lo que quería "que hiziera a aquellas personas de Guardia y San Sisto, inmersas en la infamia de la depravación herética" y exhortó a Afán de Ribera para poner en práctica todo lo que el mismo Pavesi le habría referido verbalmente bajo su mandato.
El Santacroce había querido dar de inmediato la sentencia, pero tuvo la oposición del Greco, que se adhirió a las órdenes procedentes directamente de Ghisleri y del papa, que querían que se profundizara en el conocimiento y la extensión de la herejía en Calabria. El 26 de febrero, Pascale y Uscegli sufrieron el último interrogatorio, y en abril se decidió entregarlos a la Inquisición romana. El 15 de abril, fueron llevados a Roma, donde llegaron después de una parada en Nápoles el 15 de mayo de 1560. Juan Luis Pascale resistió todas las torturas y fue quemado el 16 de septiembre. No se conoce la suerte de Uscegli, si bien un tal Marco Uscegli, calabrés, aparece registrado como refugiado en Ginebra en 1563.

### Inquisidor Malvicino y las ordenanzas del Santo Oficio
Insatisfecho con el trabajo de fray Bernardino d'Alimena y el obispo Orazio Greco, en noviembre de 1560 la Inquisición de Roma nombró en su lugar al dominico Valerio Malvicino. Éste era consultor del Santo Oficio en la corte de Nápoles y gozaba de la confianza del virrey, quien, de acuerdo con el cardenal Ghisleri, emitió el 28 de noviembre una directiva para los gobernadores del Reino para la represión de los herejes que "por querer vivir licenciosamente y darse a todos los vicios y pecados, no quieren obedecer las órdenes y los preceptos del sacrosanta Iglesia romana".
Malvicino llegó el 13 de noviembre a Cosenza, y escribió al día siguiente a Tommaso Scotto, quien reemplazaba temporalmente al cardenal Ghisleri en la oficina del comisionado general de la Inquisición romana.
Le informó de las actividades del obispo Greco, que había obligado a todos los valdenses "tal vez cuatro veces a abjurar en común, pero en forma confusa, sin obtener ningún tipo de resultado, pues poco se diferencian de las bestias", y que continuaban profesando la herejía. 22Propuso, por lo tanto, la emisión de un decreto papal o de la Inquisición en el que se intimara "cada vez que alguno de ellos se ponga a argumentar y a manifestar creencias contrarias a la fe católica, sea entregado a la justicia secular.
En los días siguientes Malvicino fue personalmente a los centros afectados por la herejía. Desde Montalto escribió a Scotto el 22 de noviembre, confesando que no había obtenido ningún resultado, ya que los habitantes habían sido tan bien educados "que con las palabras más bellas del mundo tienen engañado a todo el mundo, inclusive a la persona del duque de Montalto, de ser todos católicos perfectos. Habría sido necesario detener y procesar en Roma al más influyente de ellos, "aquellos que se enviaron desde Ginebra, que son los que mantienen a todos los demás juntos, dando instrucciones y enseñándoles sobre cómo tienen que soportar y cómo  tienen que responder".
Luego fue a San Sisto y La Guardia. El 30 de diciembre escribió a Scotto anunciando que su actividad había "tenido fruto" en La Guardia y esperaba que así sea en San Sisto también. Se conoce del intento de juicio, en San Sisto, contra una tal Maddalena Aurellia, madre de un estudiante en la escuela de Calvino, y en contra de Francesco Crispini, que se escapó antes del juicio. Para aquellos que habían abjurado se les impuso el uso del abitello", una vestimenta amarilla de penitencia, que el condenado debía llevar durante años o de por vida como marca de su infamia.
Malvicino se quejó ante el cardenal Ghisleri, en su carta del 9 de febrero de 1561, de que los valdenses se resistían a abjurar y a llevar el „abitello“ y de que habían empezado a huir de sus pueblos. A Nápoles habían huido algunos de sus líderes - Marco Antonio Giamo alias Barracca, Alfonso Guerra, Givineo, Antonio Verminella y Marco Francesco - por lo que sería bueno que los busquen y los castiguen. En San Sisto hizo derribar una casa en la que se reunían los valdenses, en La Guardia mandó demoler la casa del maestro Francesco Barbero, y creó la Cofradía del Santísimo Sacramento que visitaba en procesión a los enfermos y recitaba el oficio de difuntos. Junto con las letanías del sábado, Malvicino contaba con estos ritos para orientar e imponer a estas poblaciones la ortodoxia católica.
Ese mismo 9 de febrero de 1561, el Santo Oficio emitió un decreto, ya solicitado por Malvicino en noviembre, en forma de ordenanzas que rigen la vida de las poblaciones valdenses en Calabria. Se les prohibió que se reunieran más de seis personas; no podían expresarse en su idioma, el occitano, sino en la lengua común del distrito; tenían que asistir a la misa todas las mañanas; a partir de los cinco años, los niños tenían que ser instruidos en la doctrina católica; la confesión, la comunión y los sermones de Cuaresma se hicieron obligatorios; se prohibió mantener relaciones epistolares sin el permiso de la Inquisición; se les prohibió viajar a Piamonte y Ginebra y sus hijos, si vivían eventualmente allí, debían volver a Calabria, abjurando si eran herejes; durante 25 años, los valdenses calabreses no pudieron casarse entre ellos; estaban obligados a iluminar a su costa el Santísimo Sacramento de las iglesias; tuvieron que demoler y no reconstruir más las casas que habían acogido a los predicadores reformados; los herejes arrepentidos tenían que usar el chaleco amarillo. Estas ordenanzas serían leídas a la comunidad en cada misa dominical por los curas locales.
Con la prohibición de reunirse y de usar su lengua, y con la obligación de contraer matrimonios mixtos, la represión religiosa se unió a la limitación de los derechos civiles, de acuerdo con una estrategia de aniquilación de la identidad en el espacio de unas pocas generaciones. Los "italianos" casados con las mujeres ultramontanas poblarían estas tierras de italianos, que no tendrían memoria de herejías ni de los ultramontanos, y "en poco tiempo olvidarán esta falsa doctrina en la que nacieron".
Los valdenses reaccionaron a las últimas medidas en parte con resistencia pasiva y en parte con la fuga. Como escribió Malvicino al cardenal Ghisleri el 3 de marzo, "sólo por la fuerza van a la comunión, y algunos van sin confesar, y otros decían que quiere tomar la comunión todos los días, incluso tantas veces como desee, lo que equivalía a dar el Sacramento a los perros ". Otros "no eran hombres, sino osos que se habían escondido en los campos y en las montañas cercanas. Malvicino había hecho demoler las casas y secuestrar los bienes de los fugitivos, de acuerdo con las órdenes recibidas de Ghisleri, en beneficio de la Iglesia, poniéndose en conflicto con las autoridades del Reino, que reivindicaba esos bienes.
Convencido de que la cuestión valdense sólo podría resolverse "con el exterminio si no de todos, por lo menos de algunos", Malvicino pidió la intervención del barón de Castagneto, el gobernador del Ducado de Montalto, el feudo perteneciente al duque Antonio II de Aragón, para que capturase a los más influyentes de los valdenses de Calabria, pero fue en vano, porque estos se habían refugiado en el bosque "con aproximadamente 3000 personas luteranas para vivir según su propios principios", según informó el embajador veneciano a la Santa Sede, exagerando el número de fugitivos .
Malvicino partió en abril a Roma para conferir directamente con el papa y los cardenales inquisidores. El 19 de abril, el secretario de Estado del Vaticano Carlo Borromeo recomendó al nuncio apostólico de Nápoles, Paolo Odescalchi, no esperar "más para asegurarse de que la maldita plaga no infecte y aflija esos pueblos", y el 3 de mayo informó de la decisión de Pío IV de confiar la gestión del problema de Calabria a los arzobispos de Reggio Calabria y de Cosenza, Gaspar Del Fosso y Taddeo Gaddi, con la esperanza de que el virrey hiciera "lo que conviene antes de que el mal se arraigara más". Para ello, Borromeo invitó a Odescalchi para que éste presione al virrey para que "envíe un buen contingente a Calabria, que arranque totalmente de raíz la mala semilla de esos tristes". Malvicino no terminó su misión porque tuvo que regresar a Calabria manteniendo su prerrogativa de inquisidor, pero en una posición subordinada con respecto a los dos arzobispos.

## La matanza
El gobernador Castagneto intimó a los valdenses escondidos a volver a sus casas en San Sisto y después, el 8 de mayo de 1561, a presentarse "todos, hombres y mujeres, pequeños y grandes, en Cosenza". Los valdenses se negaron y, armados, se reunieron en las alturas de La Guardia, contando con el apoyo de la gente local. Cuando dos de ellos fueron capturados por separado por los guardias, sus compañeros corrieron a rescatarlos y en el choque mataron a tres guardias.
El 20 de mayo, Castagneto y el obispo Greco invitaron a las mujeres y los niños escondidos a que volvieran a San Sisto, que les garantizaban la impunidad. Entonces, a la cabeza de un millar de soldados, el gobernador comenzó a rodear a los fugitivos. Cuando encontraron a unos cuarenta de ellos, los soldados dispararon al grito de "muerte a los enemigos de la fe", pero, en una estrecha garganta, fueron atacados por los valdenses apostados en las laderas, con funesto resultado: unos cincuenta soldados, entre ellos Castagneto, fueron abatidos.
Entonces se prohibió la cruzada contra los valdenses. El virrey puso a Marino Caracciolo, marqués de Bucchianico y a su cuñado Ascanio Caracciolo, príncipe de Alesia y marqués de Brienza, al mando de las tropas.  Las instrucciones dadas por el virrey al comandante Caracciolo preveían que junto con las fuerzas españolas operasen compañías de soldados del sur y que también fueran reclutados criminales comunes, a cambio de la amnistía total de los delitos cometidos. Se ofreció una recompensa de cien ducados por cada predicador valdense capturado con vida, veinte ducados por cada hereje común capturado con vida y diez ducados si estuviera muerto. Los prisioneros tenían que confesarse y luego ser ahorcados, con la excepción de los menores de diecisiete años, que se confiarían al juez de Cosenza. Para las mujeres, si eran poco serias, estaba prevista la muerte, así como para los que apoyaban a los fugitivos.
El 29 de mayo, las tropas de Marino Caracciolo llegaron fácilmente a San Sisto, sin muros y semidesierto, saqueando y quemando las casas. Sesenta hombres, atrapados, fueron colgados o arrojados desde las torres, las mujeres fueron violadas. Los moradores de San Sisto pasaron en su mayoría a la clandestinidad, moviéndose a través de los caminos de montaña para llegar a Bisignano y conseguir comida. Entonces decidieron que se dividirían en grupos pequeños, con la esperanza de pasar desapercibidos a los soldados, que tenían perros mastines entrenados en la caza de seres humanos. Aquellos que no murieron en el sitio, fueron capturados a cientos y traídos a las prisiones de Cosenza y Montalto Uffugo. Pocos lograron refugiarse en La Guardia, confiando en los muros que protegían el pueblo y en la solidaridad de los correligionarios.
Hacia el 3 de junio, Marino y Ascanio Caracciolo reunieron sus fuerzas para atacar a La Guardia. Sin embargo, no hubo necesidad de asediar las murallas porque los inquisidores y  o, sobre todo, el señor feudal Salvatore Spinelli persuadieron a los guardias para abrieran las puertas del pueblo. De hecho había logrado introducir en La Guardia 50 soldados, haciéndolos pasar por presos escoltados por igual número de soldados, con la excusa de que tenían que ser confinados en las cárceles. Por la noche - fue el 5 de junio de 1561 - esos cien soldados salieron de la prisión y abrieron la puerta principal de La Guardia, dejando entrar a las tropas de Caracciolo que esperaban afuera.
Esa puerta fue llamada a partir de entonces "La Puerta de la Sangre". Este hecho provocó la matanza de cientos de valdenses, atravesados por espadas, lanzados desde la torre, quemados después de haber sido rociados con aguarrás; setenta casas fueron incendiadas. Algunos supervivientes fueron conducidos a las mazmorras subterráneas del castillo de Cosenza y otros a las del castillo de Montalto. En las primeras, de los cientos de prisioneros "muchos de ellos murieron por las condenas de muerte, el hambre, el frío y la tortura." 

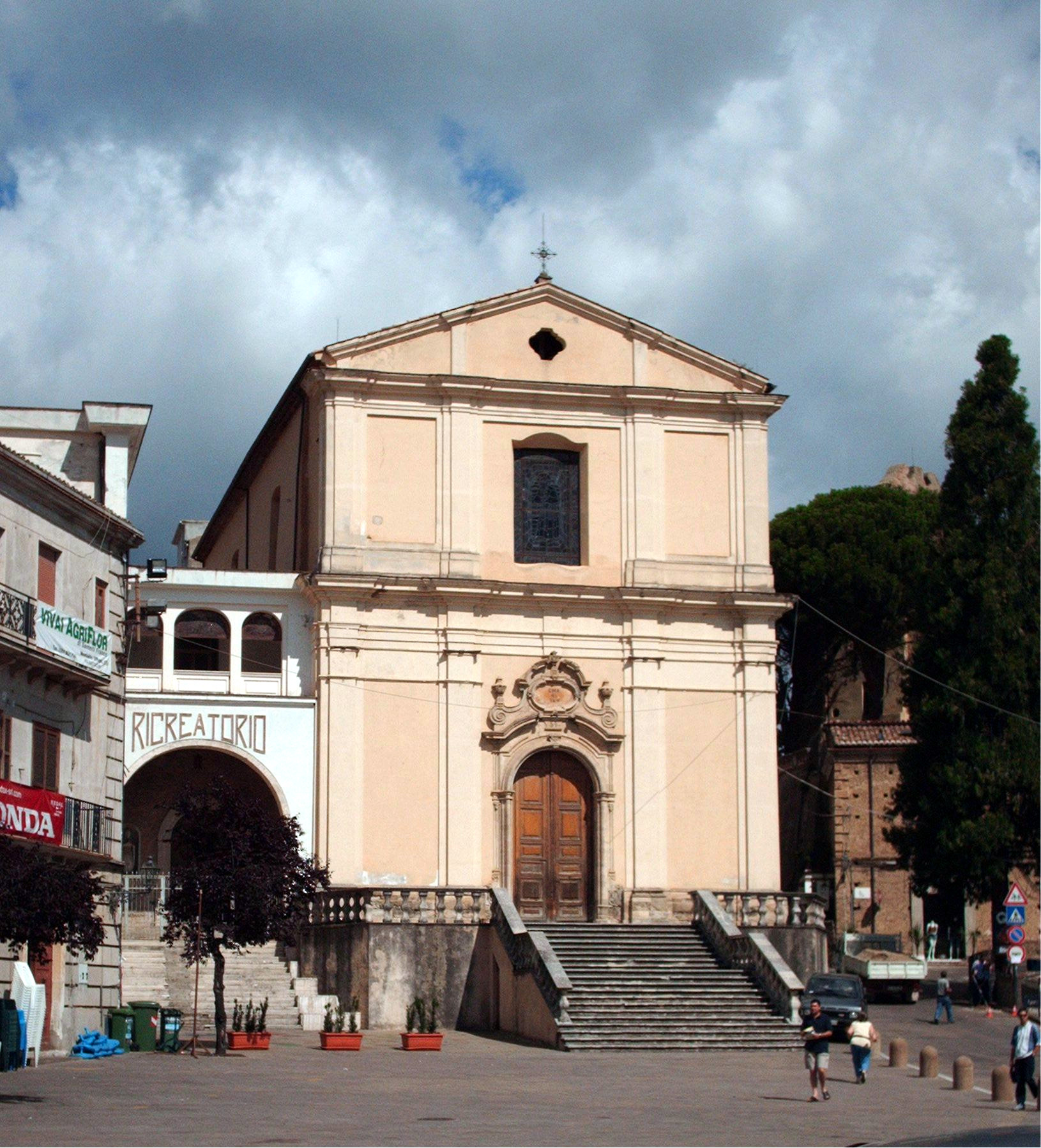
Montalto: el lugar de la ejecución frente a la iglesia de San Francesco di Paola

En Montalto fueron encerrados 1.600 valdenses entre hombres y mujeres. Se abrió un proceso rápido presidido por el comisario del Gobierno Pirro Antonio Pansa, el vicario de Cosenza Orazio Greco y Malvicino, en el que 150 de ellos fueron sentenciados a muerte por rebelión, posesión de armas y herejía. El 11 de junio de 1561 se procedió, enfrente de la iglesia de San Francisco de Paula, a la ejecución de 86 u 88 de ellos, como se describe en una carta escrita por un testigo ocular:

Hoy a una hora temprana se ha comenzado a hacer una horrenda injusticia de estos luteranos que sólo a pensar en ello es terrible, la muerte de estas personas es como una muerte de castrados; fueron reunidos en una casa adonde venía el verdugo, agarraba a uno, le vendaba los ojos y luego lo conducía a un lugar espacioso, no muy lejos de esa casa y le hacía arrodillarse y con un cuchillo le cortaba la garganta y lo dejaba allí; entonces le quitaba el vendaje ensangrentado y con el cuchillo lleno de sangre volvía a la casa a buscar a otro y repetir la operación una y otra vez.
 Carta de un testigo ocular

Los ancianos iban "a morir felices, los jóvenes más asustados", ante el fiscal Pansa que "se paró en los escalones del templo, con un bastón en la mano, instando a las ejecuciones". El inquisidor Malvicino, que durante el proceso "no se cansaba de dar golpes, bofetadas, puñetazos, patadas y jalaba la barba a aquellos mezquinos" y todos hacían "las mayores risas del mundo escuchando a los convictos invocar el nombre de Jesu Cristo y encomendando su alma en las manos de Dios".
Para que sirviera de advertencia, todos los cadáveres de los prisioneros estaban colgando en los postes plantados a lo largo de la carretera de Cosenza a Morano, en la frontera de laBasilicata.
El 12 de junio, el jesuita Lucio Croce informó al padre provincial de Nápoles, Alfonso Salmerón, de la primera ejecución de valdenses, 88 de un total de 150 sentencias de muerte. Tendría que haber seguido la ejecución de "cien mujeres de las más viejas" para ser torturadas y ejecutadas "para tener la combinación perfecta."  Pero las sentencias fueron suspendidas por la intervención de dos jesuitas enviados a confesar a los condenados, Lucio Croce y Juan Xavier. Este último quedó admirado por el sentido moral de los valdenses de Calabria: "Nunca se les vio nunca blasfemar; las cosas las dejaban por la calle; no discutían entre sí, ni se acusaban unos a otros, y así otras cosas y virtudes morales."
A finales de junio, casi 1.400 valdenses permanecían en las cárceles del castillo de Montalto, mientras la caza continuaba.
Otro centenar de valdenses, encerrados en los sótanos del castillo de Cosenza, esperaban el juicio. Son escasas las noticias de su resultado. En lo que después se llamó Plaza de Valdenses, el 27 de junio fueron quemados cuatro o cinco después de haber sido untados con resina, para que "sufran más para la corrección de su impiedad", y el 28 de junio se había previsto la quema de cinco mujeres. Murió en la hoguera el predicador Bernardino Conte, mientras que el viejo ‘’barba’’ Stefano Negrin, destinado a ser enviado a Roma antes de la llegada de la Inquisición, murió, sin embargo, de hambre en la cárcel. De los sobrevivientes, hubo algunos que fueron condenados a remar en galeras españolas, “las mujeres y los niños más pequeños" fueron vendidos como esclavos, los huérfanos fueron "reeducados" en institutos católicos, algunos centenares fueron expatriados y el resto, después de abjurar, quedaron libres con la obligación de usar el hábito de la penitencia. Imposible cuantificar el número de víctimas. Un testigo de la época menciona 2.000 muertos, pero en ausencia de fuentes precisas, los historiadores han estimado desde un mínimo de 600 a un máximo de 6.000 víctimas.
Una diáspora de ultramontanos comenzó a formarse tras la detención de Pascale y la primera represión de Malvicino, continuó durante las matanzas y posteriormente, teniendo por metas los valles del Piamonte, Ginebra y Sicilia. Parece que había una red clandestina que favoreció los desembarques de los fugitivos en la isla y se tiene noticia de la abjuración de dos valdenses  originarios de La Guardia, Antonio Nicolino y Michele Tunda, en Messina en 1568 y Palermo en 1572, respectivamente .
Conocemos una lista de 19 refugiados en Ginebra desde 1559 hasta 1567 procedentes de La Guardia y San Sisto, De estos, Giovan Battista Aureli de San Sisto estudió en la Academia de Ginebra a partir de 1559, se hizo pastor de Saintonge hacia 1564 y luego sustituyó en Londres en 1570 al fallecido Girolamo Ferlito. También Andrea Traverso, de La Guardia, estudió en la Academia de Calvino para convertirse en pastor en Saintonge, y luego en 1576, en pastor de Berneuil.
Otros sobrevivientes se unieron a las bandas de bandidos que operaban en las montañas cercanas. De particular importancia fue el ultramontano Marco Berardi, una figura semilegendaria y apodado popularmente “el Rey Marcone” con un pequeño ejército asalariado con cargos de tributo, quien impuso una recompensa de dos mil ducados por la cabeza de Marino Caracciolo y de diez ducados por cada soldado español, y proponía liberar a toda la región del dominio virreinal. Habiendo obtenido varios éxitos, su intento fracasó en 1563 usando el soborno y las tropas del marqués de Cerchiara Filippo Pignatelli.

## El juicio de los historiadores
La responsabilidad de la matanza recae sobre los españoles y, en general, sobre la Inquisición de Roma y sobre el cardenal Ghislieri en particular, que se habrían servido de las tropas españolas como un brazo secular. Así lo entendieron el historiador capuchino Giovanni Fiore de Cropani, así como los siguientes historiadores: 
Amedeo Bert,
Tommaso Morelli,
Filippo De Boni,
Cesare Cantù: «"El cardenal Alessandrino [Michele Ghislieri], entonces inquisidor en Roma, envió predicadores y amenazas, pero sin frutos, por lo cual recurrió al brazo secular"».
Davide Andreotti:
Giuseppe Morosi: «una especie de cruzada, inducida por el cardinal Alessandrino» y «animada por los inquisidores enviados por éste».
Demetrio De Seta: «fueron asesinados por el señor feudal de Fuscaldo en 1561, por orden del cardenal Alessandrino y del duque de Alcalá ».
Luigi Carci:
Oreste Dito: «una verdadera cruzada de destrucción, capitaneada por el dominicano fray Valerio Malvicino».
Ernesto Comba,
Cesare Sinopoli:
Felice Monteleone:
Corrado Alvaro:
Gerhard Rohlfs:
Lionello Fiumi: el movimiento de reforma religiosa fue "erradicado con un puñetazo inexorable por el cardenal Ghisleri".
Mario Borretti: las autoridades religiosas de la diócesis "con una cruzada exterminaron por completo a los ultramontanos".
Elena Cassin:
Monique Roussel De Fontanès,: «los odios religiosos de la Inquisición vinieron a expulsar a los valdenses aislados y terminaron con una terrible masacre».
Mario Siniscalchi:
Lucio Gambi: «la persecución fue ordenada por el cardenal Ghislieri - después papa Pío V - con el pleno consenso de los españoles».
Gustavo Valente: las colonias valdenses fueron "parcialmente exterminadas por el cardenal Ghislieri».
Giovanni Miccoli: « el Virrey de Nápoles y los inquisidores procedieron armados y de común acuerdo».
Cesare Ritacca:
Enzo Misefari: «los inquisidores, el virrey, los señores feudales. Todos planearon la destrucción radical de la herejía. Y por lo tanto idearon la masacre de herejes y la destrucción de sus pueblos».
Antonino De Pasquale:
Gaetano Vena: «el exterminio llevado a cabo por las tropas del cardenal Michele Ghislieri».
Renato Caserta:
Rosa Troiano: dos mil valdenses "víctimas de la intolerancia de la Inquisición».
Alfredo Marranzini:
Pasquale López: la expedición contra los valdenses fue ordenada por el virrey "en pleno acuerdo con la Inquisición romana».
Giovanni Panaro: para quien el señor feudal Salvatore Spinelli, "apoyando a la Iglesia, manchó sus manos con la sangre de los valdenses de La Guardia ».
Giovanni Gonnet: la Inquisición "con la ayuda de las tropas del virrey, 'limpió la plaza' de las localidades habitadas por los valdenses».
Mauro Minervino: ≪Caracciolo fue el brazo armado de la iglesia contrarreformada».
Augusto Placanica: «una cruzada querida por el cardenal Ghislieri». En la Storia della Calabria dall'antichità ai giorni nostri, 1993, p. 188, Placanica escribe «el genocidio en el cual se mancharon la iglesia, el gobierno y el feudalismo».
Pier Francesco Bellinello: «dos mil valdenses de Calabria, víctimas de la intolerancia y violencia de la Inquisición».
Pietro De Leo: «La Inquisición desempeñó el papel de brazo secular de las tropas virreinales».
Ornella Milella: La represión fue llevada a cabo "por la milicia del Virrey por ejércitos armados y de acuerdo con los inquisidores».
Romano Napolitano: encuentra en la carta de Pío IV del 23 de febrero de 1560 al virrey la alusión al "feroz exterminio que meditaba».
Domenico Laruffa:
Michele Miele: juzga «determinante» la cooperación de Vincenzo Malvicino en «la pequeña noche de San Bartolomé italiana».
Antonio Piromalli: «las autoridades religiosas y civiles están de acuerdo contra los valdenses que permanecen fieles su fe simple».
Alfonso Tortora: el virrey intervino con crueldad y ferocidad "en pleno acuerdo con la Inquisición romana".
Adriano Prosperi: «la reacción de las autoridades políticas y religiosas no se hizo esperar. Las matanzas que cerraron la historia de estos "enclaves valdenses" fueron un paso adelante en la dirección de la uniformidad religiosa de la que el Concilio de Trento estaba elaborando los rasgos doctrinales».
Ulderico Parente: se constataron "las atrocidades cometidas por la Inquisición en la lucha contra los valdenses".
Giosuè Musca: la masacre fue una iniciativa del cardenal Michele Ghislieri, jefe de la Inquisición romana, y de Per Afán de Ribera, duque de Alcalá y virrey de Nápoles».
Vincenzo Lavenia: «el Santo Oficio delegó como nuevos comisarios a De Gaddi y al arzobispo de Reggio, Gaspare Del Fosso, que acompañaron a las tropas del gobernador Marino Caracciolo cuando procedió a atacar las casas».
Enzo Stancati: «la masacre de 1561 no sólo fue un evento represivo, sino un intento de etnocidio que vio al Estado y la Iglesia aliados para romper una comunidad a través de la deportación, la prohibición de la lengua de origen, las coacciones matrimoniales».
Pierroberto Scaramella: la masacre de los valdenses de Calabria fue «operada por la Inquisición romana en concierto con las autoridades españolas».
Otros historiadores consideran que la responsabilidad en la matanza fue prevalente o exclusivamente de las autoridades del virreinato de Nápoles. Así lo expresan:
Domenico Antonio Parrino: Caracciolo «prefería dejar sus feudos deshabitados, que tenerlos poblados y apostatados por la fe católica».
Francesco Palermo: habla de «la masacre de los españoles en Calabria de miles de personas».
El gesuita Pasquale Sposato: para quien la matanza es «un episodio del programa de la monarquía española," siempre dispuesta a sofocar "cualquier forma de insubordinación sea ésta política o religiosa».
Ernesto Pontieri: el virrey tenía el "deber ineludible de proteger" el principio de autoridad contra el "celo incontenible" de los valdenses.
Padre Francesco Russo,: la responsabilidad debe atribuirse no a la autoridad eclesiástica, sino al «poder español, que se guio por motivos políticos más que por motivos de índole religiosa».
Carlo De Frede: retomando textualmente las tesis de Parrino.
Giuseppe Coniglio: «la expedición contra los valdenses de Calabria es una de las peores páginas de la historia del virrey».
Aurelio Lepre: la masacre fue obra de Caracciolo, que «prefería tener sus feudos deshabitados en vez de poblados por herejes».
Elisa Novi Chavarria:
Raffaele Colapietra: ve en los Spinelli «los protagonistas de la represión, junto con el duque de Montalto y con los señores feudales de Abruzo, el Caracciolo de Bucchianico».
Luigi Intrieri: que, de acuerdo con Francesco Russo, sostiene que "la matanza fue decidida de manera autónoma por el virrey de Nápoles para reprimir un levantamiento armado emergente".
En el juicio histórico de los hechos pesa un elemento cuya novedad sólo se ha conocido en 1999. Hasta entonces se creía que las ordenanzas del Santo Oficio, que prescribían una serie de prohibiciones y obligaciones a los valdenses, habían sido impuestas después de las masacres de junio. El descubrimiento, hecho en los archivos del Vaticano por el historiador Scaramella en 1999, muestran que éstas datan del febrero precedente, implica que "el origen de la rebelión y la consiguiente masacre fue la reacción energética de las poblaciones ultramontanas de Calabria al régimen de comportamiento impuesto por la Iglesia de Roma."